# Brandon Walsh
Brandon Walsh, (født november 1974), spillet af Jason Priestley, var det nærmeste man kunne komme på en hovedperson i den populære ungdomstv-serie Beverly Hills 90210. 

## Baggrund
Født og opvokset i Minneapolis, Minnesota med sin tvillingesøster Brenda. Brandon var det ældste af Jim og Cindys børn. Som en del af Jims forfremmelse, flytter familien til Beverly Hills i 1990, hvor Brandon og Brenda starter på den lokale "West Beverly Hills High School", hvor de i pilot-afsnittet møder deres fremtidige venner, Steve Sanders og Kelly Taylor. I anden episode, "The Green Room", bliver Brandon venner med enspænderen Dylan McKay.

## Kærlighedsforhold
I løbet af serien, bliver Brandon noteret for at have et urimelig højt antal af forhold, somme tider varer de dog kun én enkelt episode, især spillet af seriens gæstestjerner. Nogle af de længere forhold er med blandt andet, den problemfyldte Emily Valentine, som prøvede at brænde "West Beverly High Homecoming"s flyder; den snævertsynede Brooke Alexander (Alexandra Wilson), som påstod at Andrea Zuckerman var rig, kun fordi hun var jøde; og den andet års studenten Nikki Witt (Dana Barron), en vedholdende pige, som komisk nok får Brandons parader ned i episoden "The Back Story". Brandon havde endda en kort affære med en gift universitetsprofessor, Lucinda Nicholson (Dina Meyer). Uheldigvis, er hans dybeste kærlighed for Kelly, en lidt snobbet pige, som 2 gange forsøger at vinde Brandons hjerte, hvilket lykkes i andet forsøg (i "Mr. Walsh Goes to Washington"), og som gradvist bliver en mere medfølende person, efter at være flyttet ind til ham i hans forældres hus og Brenda er flyttet ud. 

### Indflydelse på en populær kultur
I en episode af tv-serien What I Like About You, tager Charlie (spillet af Priestley) fejl af Val (spillet af Jennie Garth), fordi han tror, at han kendte hende, da hun var yngre. Så han spørger, om de gik i high school sammen (en hentydning til Garths 90210-rolle, Kelly). Da Val så svarer, at det tror hun ikke, spørger Charlie, om hun kan huske, at han var redaktøren på skolebladet (en hentydning til Priestleys rolle, da Brandon var redaktør for West Beverly Blaze), og at hun var ven med hans søster (en hentydning til Kellys venskab med Brenda). 